# Uroxys aterrimus
Uroxys aterrimus är en skalbaggsart som beskrevs av Edgar von Harold 1867. Uroxys aterrimus ingår i släktet Uroxys och familjen bladhorningar. Inga underarter finns listade i Catalogue of Life.